# Daniel Oturu
Akinfayoshe Daniel Oturu (New York, 20 september 1999) is een Nigeriaans-Amerikaans basketballer  die speelt als center.

## Biografie
Beide ouders van Oturu zijn Nigeriaans, waarna Oturu met zijn ouders verhuisde naar de Verenigde Staten voor de tafeltennisloopbaan van zijn vader.
Oturu speelde collegebasketbal voor de Minnesota Golden Gophers voordat hij deelnam aan de NBA-draft in 2020. Tijdens deze draft werd Carey als 33e uitgepikt door de Minnesota Timberwolves. Amper één dag later werden de draft-rechten op Oturu al overgedragen aan de Los Angeles Clippers in ruil voor de draft-rechten op Mathias Lessort. Op 28 november 2020 tekende Oturu een contract bij de Clippers. Tijdens zijn eerste seizoen bij de Clippers kreeg Oturu speeltijd in 30 wedstrijden. Op 16 augustus 2021 werd Oturu samen met Patrick Beverley en Rajon Rondo naar de Memphis Grizzlies geruild voor Eric Bledsoe. De Grizzlies zagen op 23 september 2021 al van zijn contract waarna Oturu al 4 dagen later een contract tekende bij de Chicago Bulls, maar op 11 oktober 2021 zagen ook de Bulls af van de diensten van Daniel Oturu. Oturu tekende kort nadien een contract bij de Windy City Bulls, actief in de NBA G-league. 
Op 26 december 2021 tekende Oturu een 10-daags contract bij de Toronto Raptors. Na wat speelminuten in 3 wedstrijden voor de Raptors keerde Oturu terug naar de Windy City Bulls. Hij tekende in de zomer van 2023 bij het Turkse Merkezefendi Belediyesi Denizli Basket uit de Turkse eerste klasse. Hij werd vanaf december 2023 uitgeleend aan reeksgenoot Anadolu Efes SK.

## Statistieken

### Regulier seizoen
| Seizoen  | Team                 | WG | WS | MPW | 2P%  | 3P%  | FW%  | RPW | APW | SPW | BPW | PPW |
| -------- | -------------------- | -- | -- | --- | ---- | ---- | ---- | --- | --- | --- | --- | --- |
| 2020/21  | Los Angeles Clippers | 30 | 0  | 5,4 | 42,3 | 20,0 | 75,0 | 1,6 | 0,3 | 0,1 | 0,2 | 1,8 |
| 2021/22  | Toronto Raptors      | 3  | 0  | 9,0 | 50,0 | 0    | 60,0 | 1,7 | 0   | 0   | 0,7 | 3,0 |
| Carrière | Carrière             | 33 | 0  | 5,7 | 43,1 | 16,7 | 70,6 | 1,6 | 0,3 | 0,1 | 0,3 | 1,9 |

### Playoffs
| Seizoen | Team                 | WG | WS | MPW | 2P%  | 3P% | FW%  | RPW | APW | SPW | BPW | PPW |
| ------- | -------------------- | -- | -- | --- | ---- | --- | ---- | --- | --- | --- | --- | --- |
| 2020/21 | Los Angeles Clippers | 8  | 0  | 1,9 | 40,0 | 0   | 50,0 | 0,5 | 0   | 0   | 0,1 | 0,6 |